# FAX +49-69/450464

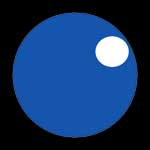
Logotipo de Pete Namlook

FAX +49-69/450464, conocido simplemente como Fax o el Sello Fax, es un sello discográfico alemán especializado en música electrónica, especialmente música ambient. Comenzó a funcionar en 1992, creado y manejado por Peter Kuhlmann (alias de Pete Namlook), y desde entonces ha publicado centenares de referencias. Entre sus músicos más conocidos están Klaus Schulze, Atom Heart, Bill Laswell, Geir Jenssen (alias de Biosphere), Tetsu Inoue, Mixmaster Morris, Richie Hawtin y muchos otros.
Fax +49-69/450464 es el nombre completo del sello. El nombre se refiere a su número auténtico de fax. Así, era más fácil encontrar el número del sello cuando querían contactar con él.